# Třída Najin
Třída Najin je třída fregat Námořnictva Korejské lidové armády (Severokorejské námořnictvo). Dle odhadů byly postaveny 2-4 jednotky této třídy. Slouží jako vlajkové lodě jeho loďstev. Jsou to největší válečné lodě severokorejského námořnictva. Už v době zahájení stavby však byly velmi zastaralé.

## Stavba
Blíže neuvedená severokorejská loděnice v Najinu postavila 2-4 jednotky této třídy. Některé prameny uvádějí dvě, zatímco dle jiných byly čtyři, přičemž dvě byly vyřazeny. Do služby byly přijaty v letech 1973 a 1975. Konstrukce třídy Najin byla ovlivněna sovětskými fregatami projektu 42 (třídy Kola), pocházejícími z 50. let.
Jednotky třídy Najin:
| Jméno    | Spuštěna | Vstup do služby | Status  |
| -------- | -------- | --------------- | ------- |
| (FF-531) |          | 1973            | aktivní |
| (FF-591) |          | 1975            | aktivní |

## Konstrukce
Plavidla dostala sovětskou elektroniku. Vzdušný vyhledávací radar Square Tie, hladinový vyhledávací radar Pot Head, navigační radar Pot Drum, střelecký radar Drum Tilt a sonar Stag Horn. Hlavní výzbroj tvoří dva dosti zastaralé dvouúčelové 100mm kanóny B-34 vzor 1940 s dostřelem 22 km. Jeden je v neuzavřené dělové věži na přídi a druhý na zádi. Sekundární výzbrojí jsou čtyři 57mm kanóny ZIF-31 umístěné ve dvoudělových postaveních a dvanáct 25mm kanónů 2M-3 v otevřených dvoudělových postaveních. Protiponorková výzbroj se skládá ze dvou salvových vrhačů hlubinných pum RBU-1200, dvou vrhačů a dvou skluzavek hlubinných pum. Dále lodě nesly trojhlavňový 533mm torpédomet a až 30 námořních min. Dva diesely o celkovém výkonu 15 000 hp pohánějí dva lodní šrouby. Nejvyšší rychlost dosahuje 25 uzlů. Dosah je 4000 námořních mil.

### Modernizace
Během služby torpédomety nahradily dvě protilodní střely P-15 Termit (v kódu NATO SS-N-2 Styx), sejmuté z raketových člunů třídy Osa. Roku 2014 byla nejméně jedna loď dále modernizována. Byly instalovány dva obranné systémy AK-630 a střely Termit nahradily mnohem modernější protilodní střely 3M-24 Uran (v kódu NATO SS-N-25 Switchblade) s dosahem 130 km (odhadem jich je neseno osm).

## Služba
O operační službě obou plavidel není příliš známo. Plavidla však trpěla kvůli nepříliš kvalitní konstrukci a chybějící údržbě. Z doby hladomoru v KLDR na počátku 90. let existují letecké snímky fregaty třídy Najin se zeleninovou zahradou na palubě. Předpokládá se, že obě fregaty zůstávají v operační službě.